# Osiedle Ballestrema w Rokitnicy
Osiedle Ballestrema w Rokitnicy – zabytkowe osiedle robotnicze położone w Zabrzu-Rokitnicy.
Kolonia powstała z inicjatywy hrabiego Ballestrema dla robotników pracujących w kopalni Castellengo. Układ przestrzenny osiedla, podobnie jak w przypadku katowickiego Giszowca, nawiązywał do idei miasta-ogrodu. Przy ul. Nowowiejskiego znajdują się cztery wybudowane w latach 30. „stalowe domy”.
W 1991 r. osiedle zostało wpisane do rejestru zabytków pod numerem A/1435/91.